# Cheikh N'Doye
Cheikh N'Doye (Rufisque, 29 de março de 1986) é um futebolista senegalês que atua como volante. Defende o Birmingham City.[carece de fontes?]

## Carreira
Formado nas divisões de base do ASC Yakaar, clube senegalês sediado em Rufisque, Cheikh N'Doye atuou por dois anos no time profissional na primeira divisão de futebol do Senegal. Em 2007, chamou a atenção de Salif Diao, então jogador da Seleção Senegalesa, que o levou para fazer testes no clube em que atuava, o Stoke City, mas que acabou por não contratá-lo. Em 2008, fez testes também em um clube da Arábia Saudita. Porém, quando estava tudo certo para assinar um bom contrato, Cheikh N'Doye se machucou com certa gravidade e ficou três meses afastado dos campos, o que fez com que perdesse a oportunidade.

### Épinal
Foi contratado em 2009 pelo Épinal com a temporada 2009-2010 já em andamento. Àquela altura, o clube disputava o CFA, equivalente à quarta divisão do futebol francês. No início, o próprio jogador admitiu que a adaptação foi difícil, tanto pelas exigências táticas do futebol francês quanto pelo clima, especialmente a dificuldade de jogar sob baixas temperaturas. No ano seguinte, em sua primeira temporada completa na França, foi um dos principais jogadores na campanha que resultou na promoção do clube para o Championnat National, marcando 11 gols em 30 jogos. Jogando a terceira divisão no ano seguinte, foi novamente destaque na excelente campanha do clube, que terminou o campeonato em quinto lugar e ficou a apenas 4 pontos de ser novamente promovido, marcando 4 gols em 35 jogos.
No total, disputou 65 partidas em torneios oficiais e marcou 15 gols pelo Épinal.

### Créteil
Para a disputa da temporada 2012-2013 do Championnat National foi contratado pelo Créteil-Lusitanos. O investimento do clube francês foi plenamente compensado, pois o Créteil foi campeão da temporada, sendo promovido para a Ligue 2, equivalente à segunda divisão do futebol francês. Cheikh N'Doye destacou-se novamente, marcando 11 gols em 37 jogos.
Em sua primeira temporada na segunda divisão do futebol francês, mais uma vez o jogador surpreendeu, marcando 10 gols, apesar de suas atribuições defensivas, uma vez que sempre atuou como volante.
Suas boas atuações pelo Créteil na temporada resultaram em sua primeira convocação para a Seleção Senegalesa em 2014. Em sua primeira partida com a camisa da seleção marcou seu primeiro gol, no empate de 2 a 2 em jogo amistoso contra a Seleção da Colômbia.
Na temporada de 2014-2015, apesar do interesse de clubes da primeira divisão como Reims e Montpellier, permanece no Créitel e novamente se destaca, tornando-se o artilheiro do time na temporada com 11 gols em 37 jogos. Além disso, foi eleito para a seleção do campeonato (prêmio UNFP - Union Nationale des Footballeurs Professionnels).

### Angers SCO
Finalmente Cheikh N'Doye chega à Ligue 1, principal divisão do futebol francês, para a temporada 2015-2016, contratado pelo Angers SCO. Mais uma vez, suas boas atuações começam a chamar a atenção de outros clubes, especialmente da Premier League inglesa. Segundo a imprensa especializada, ao longo da temporada pelo menos oito clubes ingleses enviaram observadores para assistir aos seus jogos, incluindo o Chelsea e o Manchester City.
 Tanto interesse dos gigantes do futebol inglês levou os dirigentes do Angers a manifestarem o desejo de renovar e estender o prazo de contrato do jogador menos de seis meses depois de tê-lo assinado.

## Seleção nacional
Em 31 de maio de 2014, Cheikh jogou sua primeira partida pela seleção, num amistoso contra a Colômbia. Marcou o segundo gol de Senegal, que selou o empate

## Títulos
- Temporada 2012-2013: Campeão da Championnat National pelo Créteil-Lusitanos[13]

## Prêmios individuais
- Temporada 2014-2015: Prêmio UNFP (Union Nationale des Footballeurs Professionnels) - Seleção do Campeonato da Ligue 2[14]